# قول اردوی ۲۰۹ شاهین
قول اردوی ۲۰۹ شاهین یا سپاه ۲۰۹ تشکیلاتی در سطح سپاه/قول اردو در اردوی ملی افغانستان می‌باشد که در سال ۲۰۰۴ ساخته شده‌است. ستاد این قول اردو، کمپ شاهین واقع در شهر مزارشریف، ولایت بلخ می‌باشد. از ۲۵ آوریل ۲۰۱۷ بدینسو، برید جنرال امان‌الله مبین فرمانده این قول اردو می‌باشد.

سربازان قول اردوی ۲۰۹ شاهین

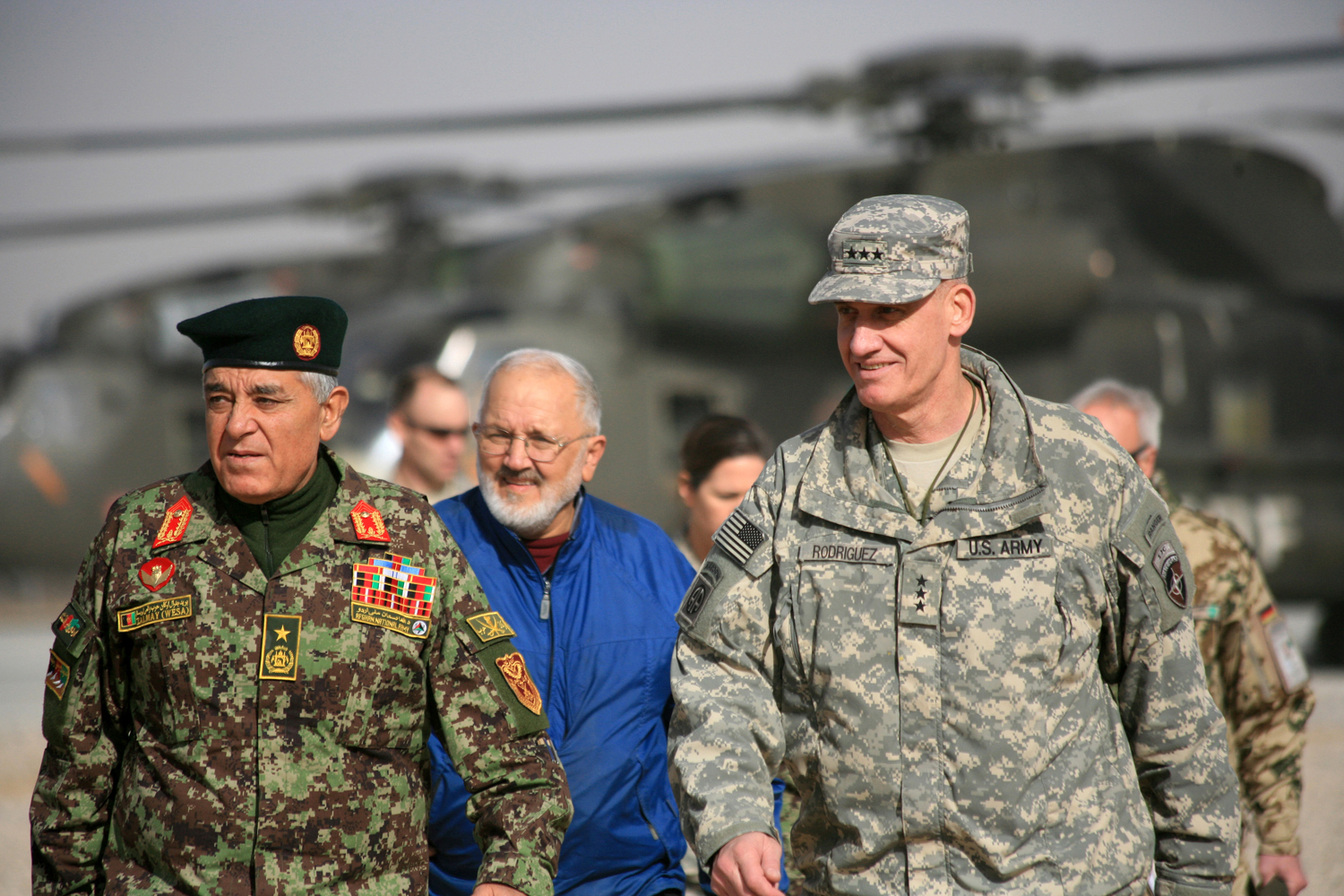
جنرال زلمی ویسا، فرمانده پیشین قول اردو